# Vatnsoyrar
Vatnsoyrar es un pequeño pueblo de las Islas Feroe, Dinamarca. Se encuentra en la isla de Vágar; es la única localidad feroesa que no está en la costa y también uno de los asentamientos más nuevos del archipiélago. En 2011 contaba con 53 habitantes.
Vatnsoyrar se localiza en la orilla norte del lago Leitisvatn, en una zona plana. Las localidades más cercanas son Miðvágur al este y Sørvágur al oeste, con las que se comunica por medio de la única carretera que recorre la isla de Vágar. El pueblo fue fundado en 1921, cuando formaba parte del municipio de Miðvágur. Actualmente pertenece al municipio de Vágar.
En el pueblo hay un campamento para niños y jóvenes perteneciente a la comunidad cristiana de los Hermanos de Plymouth.

## Enlaces externos

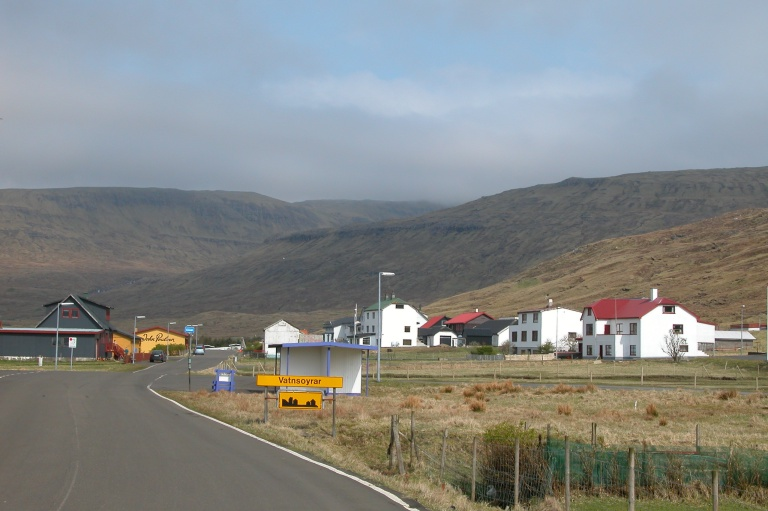
Entrada al pueblo
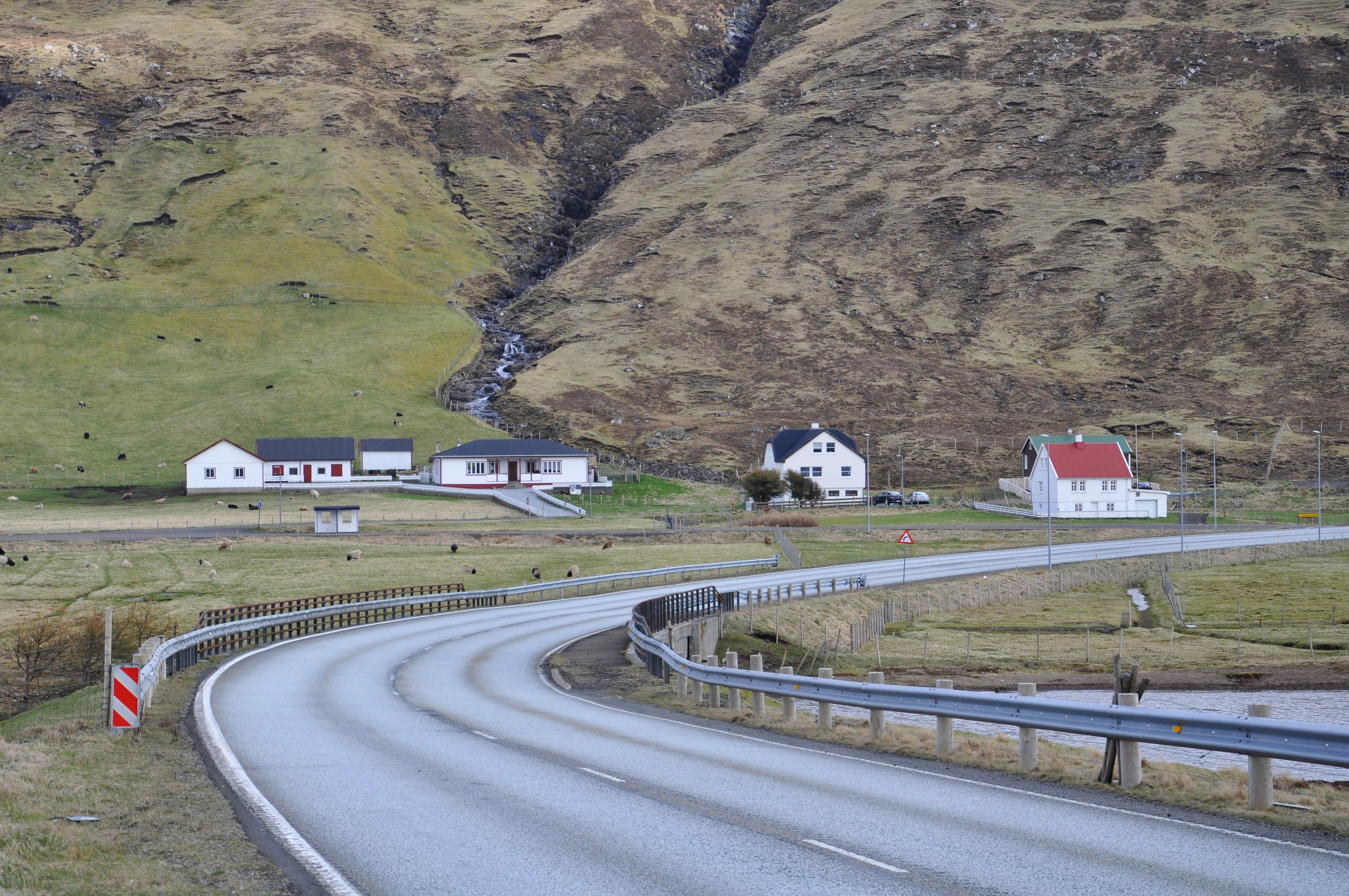
Carretera principal No.11 pasando al pueblo
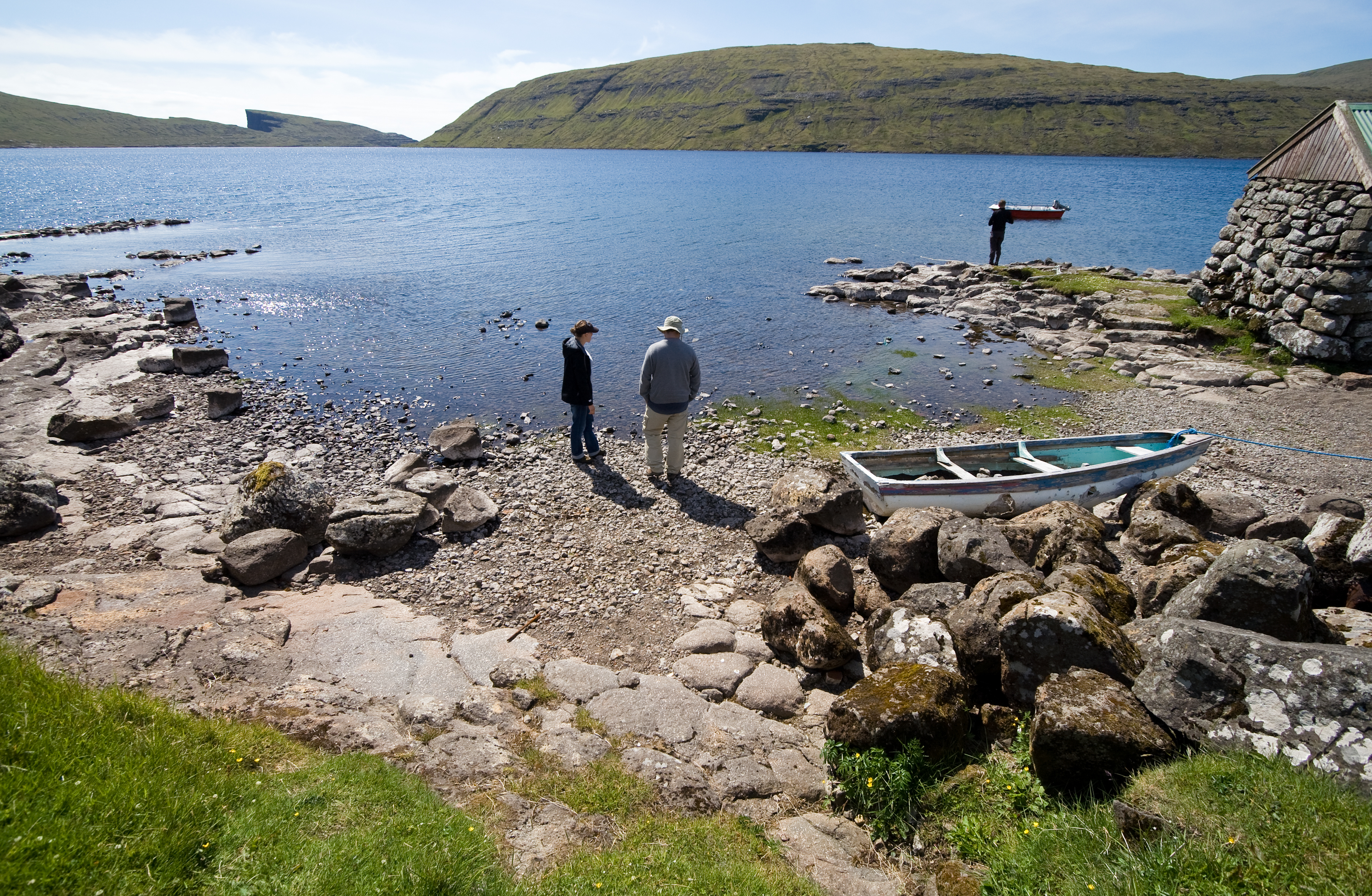
Escena al lago Leitisvatn